# Fritz Theilmann

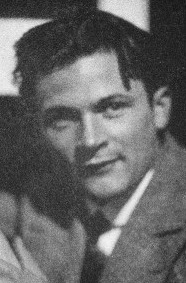
Fritz Theilmann (1926)

Fritz Theilmann (* 28. Dezember 1902 in Karlsruhe; † 7. August 1991) war ein deutscher Bildhauer.

## Leben
Friedrich Theilmann begann zunächst eine Architektenausbildung und studierte ab 1921 Bildhauerei an der Staatlichen Akademie der Bildenden Künste Karlsruhe. Er wurde Meisterschüler von Georg Schreyögg. Von 1925 bis 1929 war er bei der Kieler Kunst-Keramik AG tätig. Nach einer ausgedehnten Orient- und Indien-Reise folgte er 1932 einem Ruf als Professor an die Staatliche Keramische Fachschule in Bunzlau. Dort gab er der Bunzlauer Keramik neue Impulse. 1936 erhielt er den Kunstpreis der Stadt Breslau. Er war zugleich Geschäftsführer des Kunstvereins Schlesien (1937–42) und Leiter des Landesamtes für Handwerkspflege und industrielle Formgebung der Provinz Niederschlesien (ab 1940). 
1942 kam er als Soldat an die Ostfront und war von 1945 bis 1949 in sowjetischer Kriegsgefangenschaft. Die Erfahrungen dieser sieben Jahre prägten sein weiteres Schaffen.
Über das Grenzdurchgangslager Friedland kam er in die Bundesrepublik Deutschland. Für die dortige St.-Norbert-Kirche schuf er später die Heimkehrerskulptur.
Er ließ sich in Kieselbronn, der Heimat seines Großvaters, nieder, arbeitete als Schmuckdesigner in Pforzheim und ab 1959 ausschließlich als freischaffender Künstler. Er schuf zahlreiche Skulpturen für Kriegs-, Vertreibungs- und Heimkehrermahnmale. 1961 erhielt er den Friedlandpreis der Heimkehrer für die Skulptur Denen, die wehrlos sterben.
Theilmann arbeitete in den unterschiedlichsten Materialien, Techniken und Formaten. Sein Gesamtwerk umfasst annähernd 600 Objekte. Dabei legte er es nie auf Provokation an, erklärte jedoch: „Auch das schöpferische Beharren auf dem völlig unproblematischen, wesentlichen Kern kann zu bestimmten Zeiten eine Provokation sein“.
Theilmanns Tochter ist die Theaterhistorikerin Bärbel Rudin (* 1942 in Breslau).

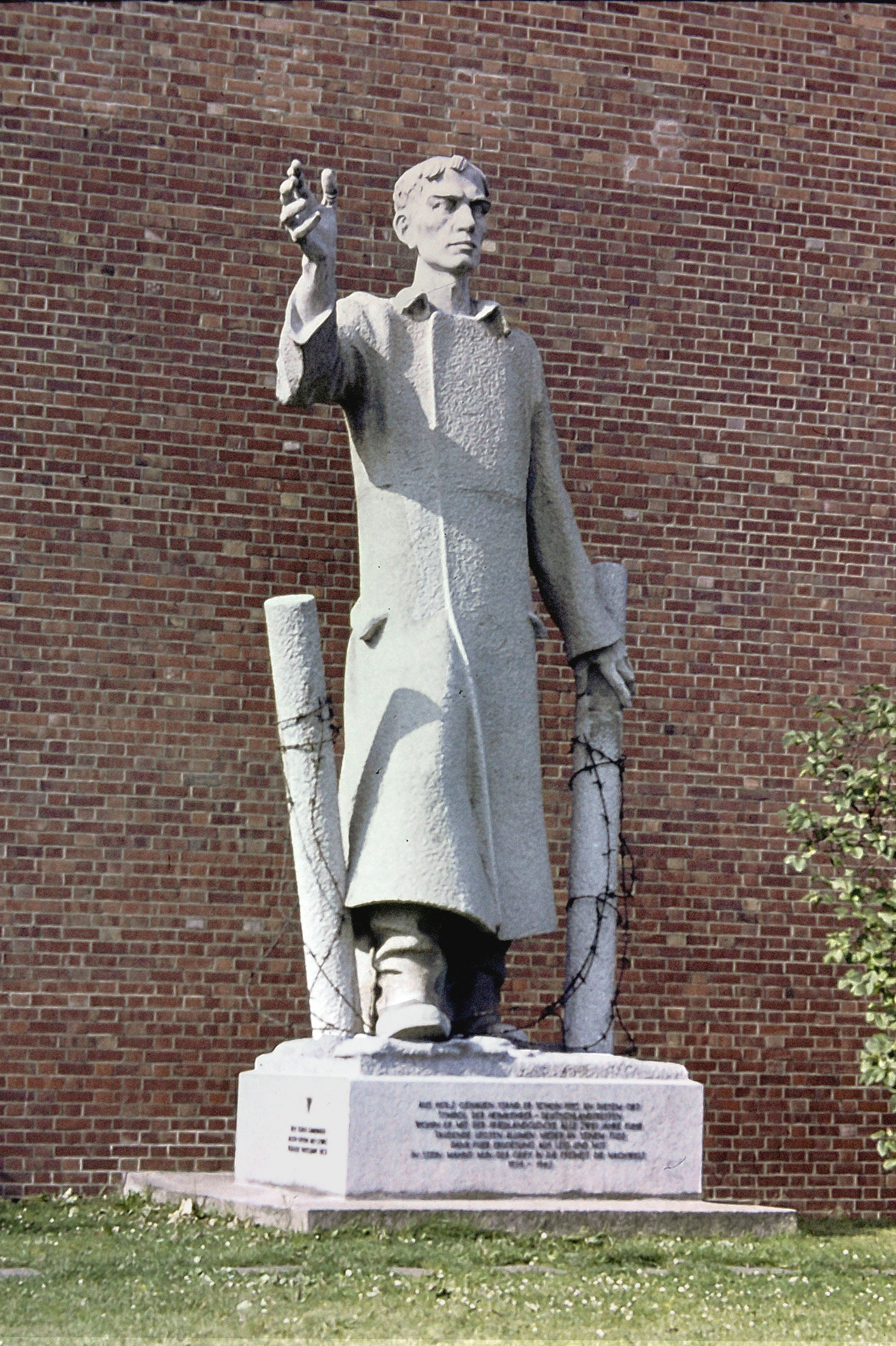
Heimkehrerdenkmal an der St.-Norbert-Kirche in Friedland
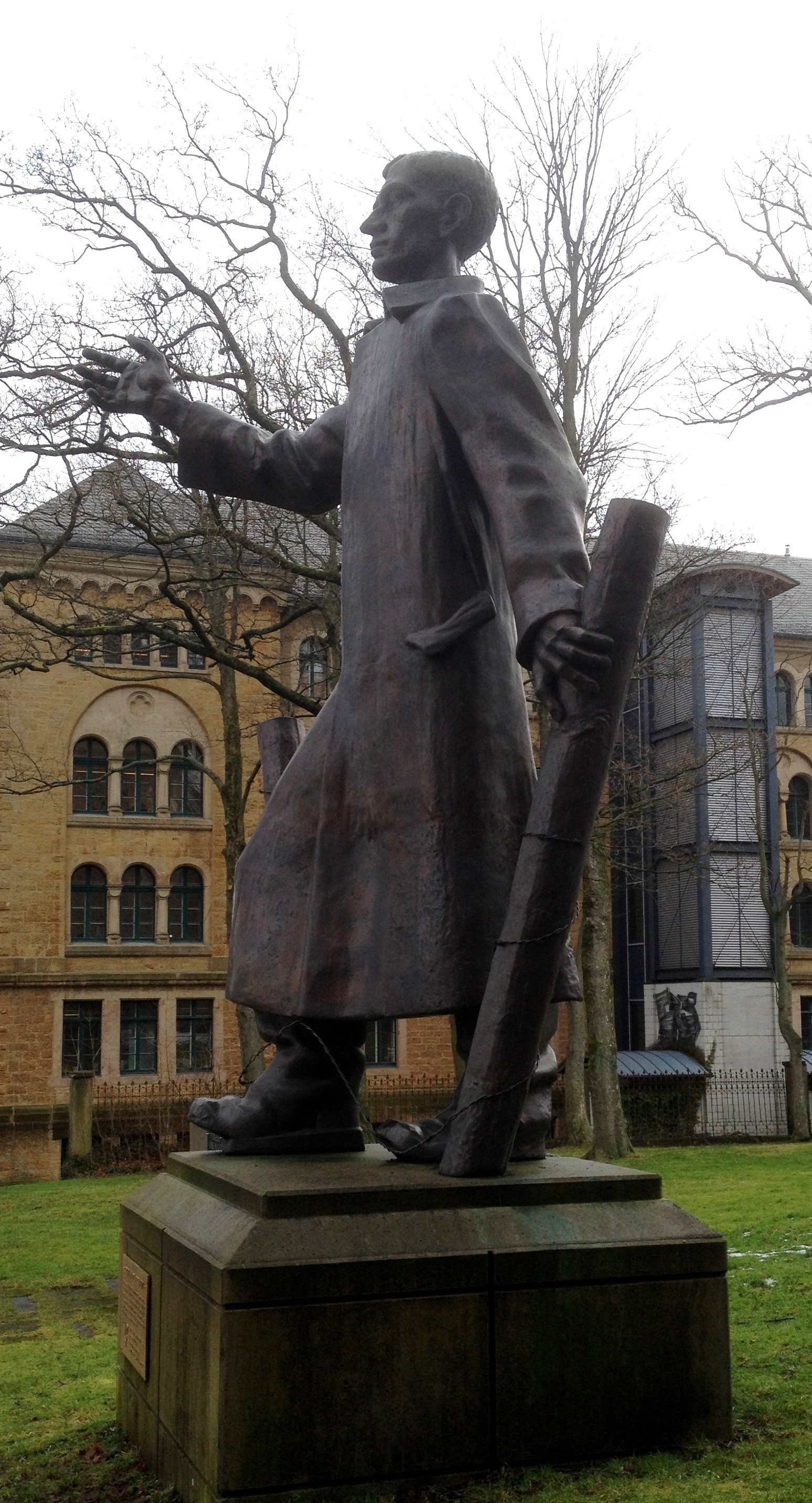
Griff in die Freiheit, Goslar
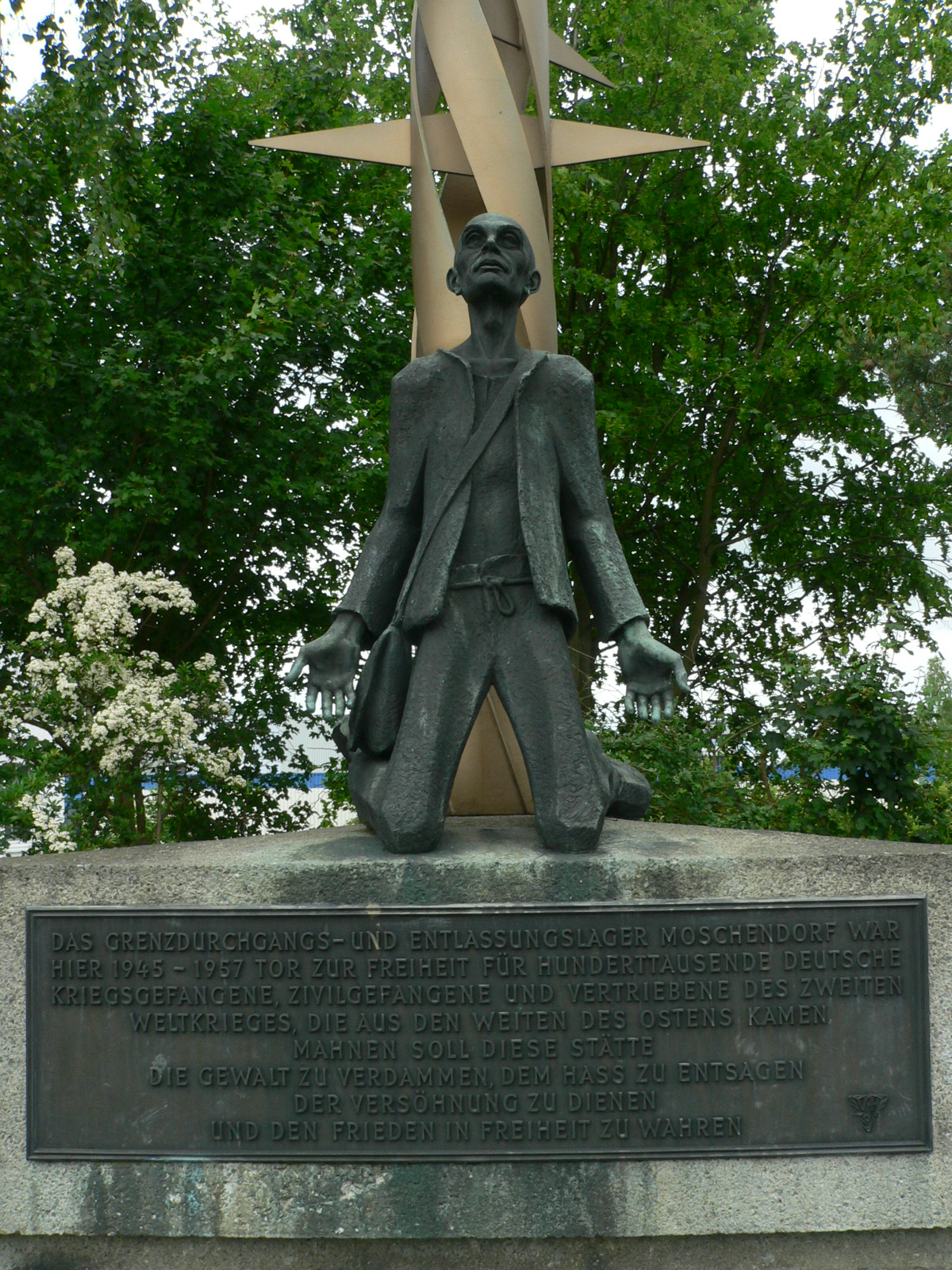
Mahnmal im Lager Moschendorf
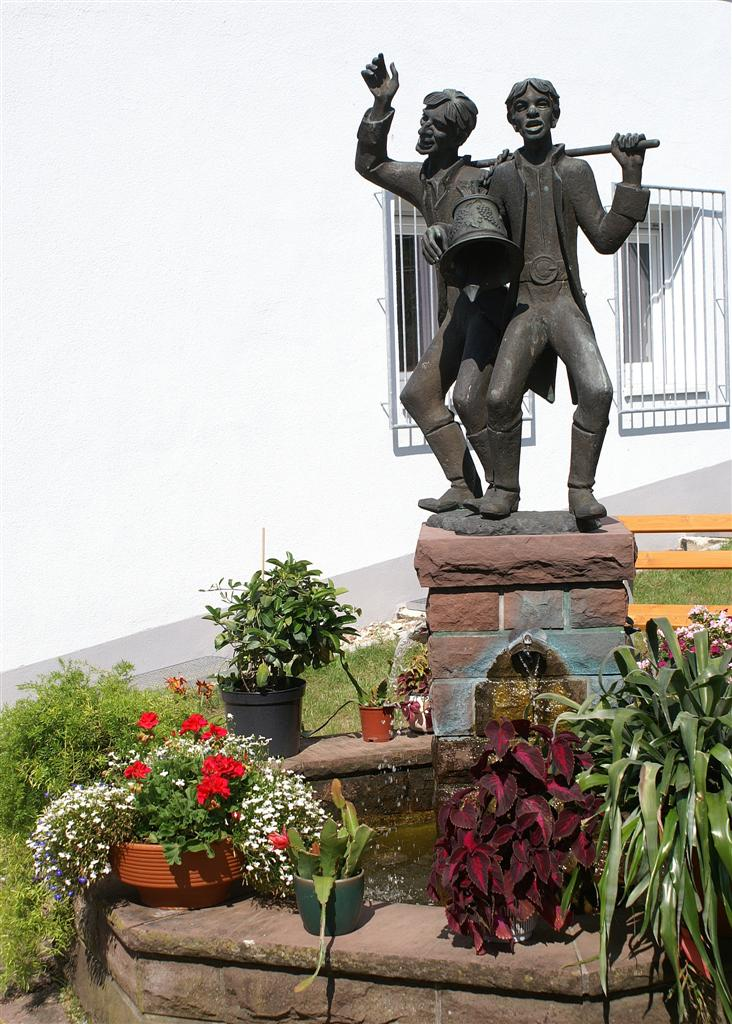
Glockendiebe, Niebelsbach
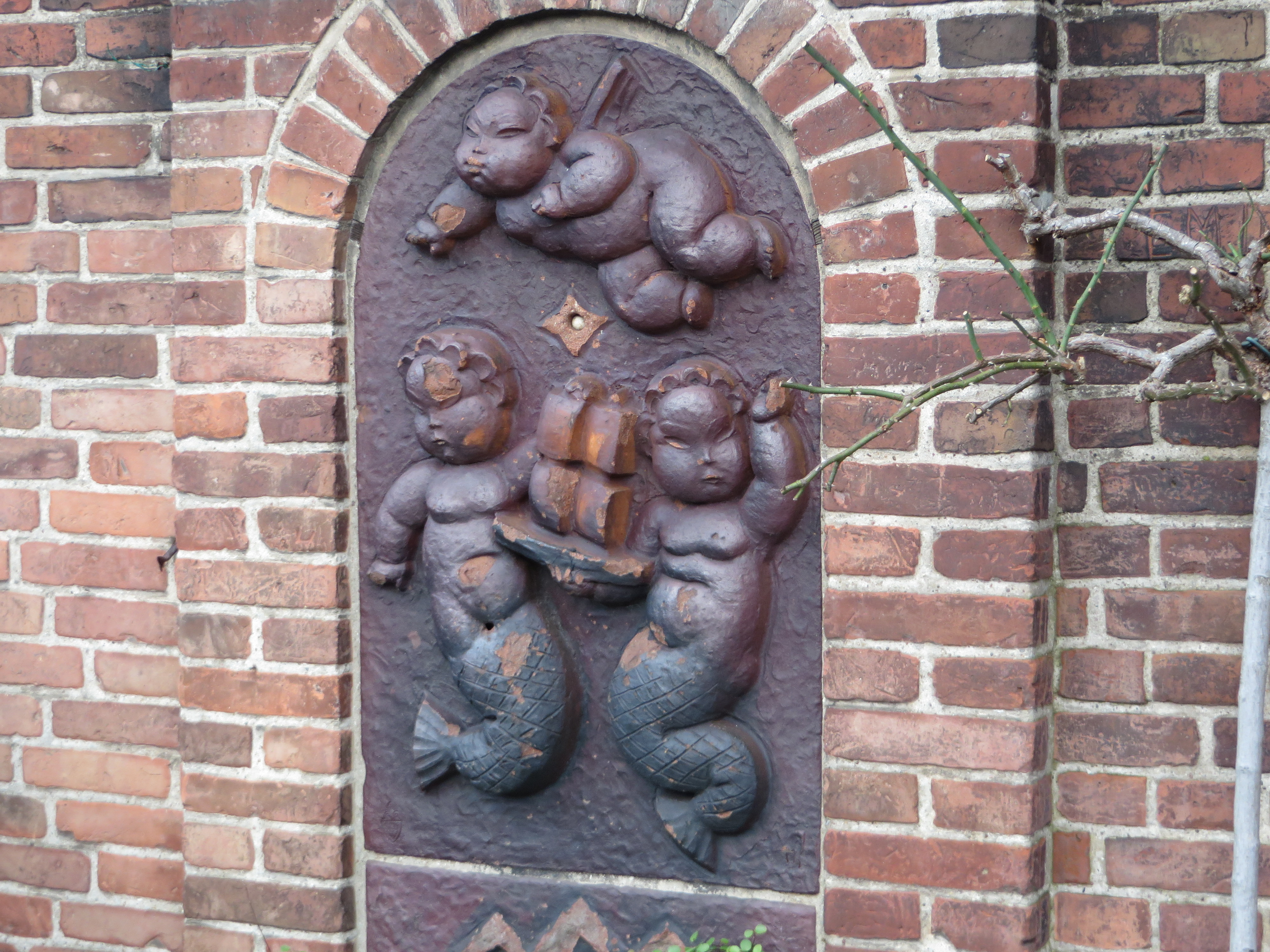
Keramikrelief des Wandbrunnens am Parkhof in Flensburg